# 黃文王
黃文王（きぶみおう，？—757年7月24日），日本奈良時代皇族。
黃文王是左大臣長屋王之子。729年發生長屋王之變，長屋王及吉備內親王以及他們的兒子膳夫王、桑田王、葛木王、鉤取王都被殺。黃文王與安宿王、山背王因為是藤原不比等的外孫，獲免死罪。
737年，陷害長屋王的藤原四兄弟因為疫病死去，得以與兄長安宿王一起獲得敘位，黃文王敘從五位下。739年從四位下，740年從四位上。此後不再升官，741年時的官職為散位頭，為一閑職。
745年，橘奈良麻呂計劃謀反，同謀者將黃文王列為四位天皇候選人之一。黃文王參加了謀反計劃。757年，謀反被揭發，黃文王與奈良麻呂、道祖王等人被捕。黃文王被改名為久奈多夫禮（くなたぶれ，意為「愚蠢者」）或多夫禮（たぶれ，意為「誆騙者」），投獄審問。在獄中受到杖擊拷問而死。

## 官歴
- 天平9年（737年） 10月20日：從五位下
- 天平11年（739年） 正月13日：從四位下
- 天平12年（740年） 11月21日：從四位上
- 天平13年（741年） 7月3日：散位頭（日语：散位寮）
- 天平20年（748年） 4月22日：裝束司（日语：装束司）（元正上皇崩御）
- 天平胜宝8年（756年） 5月3日：裝束司（聖武上皇崩御）
- 天平宝字元年（757年） 7月4日：改名多夫礼

## 系譜
- 父：長屋王
- 母：藤原長娥子（藤原不比等之女）
  - 子：堤王[2]